# Fyleus
Fyleus – jeden z synów Augiasza. Wypędzony wraz z Heraklesem z Elidy przez własnego ojca.
Augiasz przyrzekł oddać Heraklesowi dziesiątą część swojego stada w zamian za uprzątnięcie stajni w jeden dzień. Fyleus był świadkiem tej obietnicy. Gdy Herakles, po wykonaniu zadania, przyszedł po nagrodę, Augiasz nie chciał dzielić się swoim stadem i zaprzeczył, że kiedykolwiek zawierał taką umowę. Wtedy wezwano Fyleusa. On natomiast stanął po stronie  herosa. Augiasz wypędził swojego syna wraz z Heraklesem. Herakles po zabraniu ludzi ruszył na Elidę. Zabił Augiasza i jego synów, zaś Fyleusa osadził na tronie.